# Julie McDonald
Julie McDonald, née le 14 mars 1970, est une nageuse australienne.

## Biographie
Aux Jeux olympiques d'été de 1988 à Séoul, Julie McDonald remporte la médaille de bronze lors de la finale du 800m nage libre.